# Ааге та Герда Бертельсен
Ааге та Герда Бертельсен (англ. Aage and Gerda Bertelsen) — данські учасники Руху Опору під час Другої світової війни, які активно брали участь у порятунку євреїв від переслідувань нацистського режиму. Подружжя було серед лідерів так званої групи Лінгбю, що діяла в околицях Копенгагена.

## Біографія

### Ааге Бертельсен
Ааге Бертельсен народився 6 листопада 1901 року. До початку Другої світової війни працював учителем у Данії, а згодом викладав у середній школі в місті Євле, Швеція. Після початку окупації Данії нацистською Німеччиною у 1940 році, Бертельсен повернувся до родини, яка проживала у передмісті Копенгагена.
У мирний час Ааге працював учителем у державній школі в Лінгбю, а також був пастором. Як переконаний пацифіст, він шукав способів чинити спротив окупаційній владі без застосування зброї.

### Герда Бертельсен
Інформація про дату народження Герди Бертельсен наразі відсутня. Разом із чоловіком вона брала активну участь у діяльності групи Лінгбю, виконуючи важливі логістичні та організаційні функції в підпільній мережі.

## Діяльність у Русі опору
Подружжя Бертельсенів почало свою рятувальну діяльність із переховування двох єврейських дітей. Згодом Ааге організував укриття для 60 осіб у приміщенні школи, де працював. Подружжя залучило до співпраці близько 120 осіб з околиць Лінгбю, утворивши підпільну мережу, що стала відомою як група Лінгбю.
Учасники групи шукали схованки для євреїв, забезпечували їх їжею та необхідною допомогою, а також збирали кошти для оплати послуг рибалок, які перевозили біженців до Швеції через протоку Ересунн. У домі Бертельсенів діяла своєрідна диспетчерська, відома як «будинок із синіми шторами», де оформлювали документи для втечі до Швеції. Людей перевозили на човни здебільшого на таксі.
Загалом група Лінгбю допомогла переправити близько 1000 осіб до Швеції. Одним із учасників групи був Девід Сомполінскі, який уночі після комендантської години носив цивільну поліцейську форму й супроводжував євреїв до схованок, не викликаючи підозр.

## Після війни
Після завершення війни Ааге Бертельсен повернувся до викладацької діяльності. У 1947 році він став директором Орхуської кафедральної школи. Він також активно долучився до мирного руху в Данії. Бертельсен є автором книги Жовтень 1943 року (Oktober 43), яка описує події рятування євреїв та діяльність групи Лінгбю.

## Пам'ять
Подружжя Бертельсенів вшановується як герої данського Руху опору. Їхня діяльність стала важливою частиною національної та єврейської пам’яті про Голокост у Данії.